# Epicauta vittulata
Epicauta vittulata is een keversoort uit de familie van oliekevers (Meloidae). De wetenschappelijke naam van de soort is voor het eerst geldig gepubliceerd in 1917 door Borehmann.